# Assia Djebarová
Assia Djebarová, nepřechýleně Assia Djebar (vlastním jménem Fatma Zohra Imalayène; 30. červen 1936, Cherchell – 6. únor 2015, Paříž) byla alžírská spisovatelka, píšící francouzsky. V roce 1996 se stala laureátkou Mezinárodní literární ceny Neustadt.

## Životopis
Byla první ženou, která byla přijata na École Normale Supérieure de jeunes filles (ENSFJ) v roce 1955. O rok později byla avšak za účast na demonstracích alžírských studentů ze školy vyloučena.
V roce 2005 byla zvolena také jako první muslimka členkou francouzské akademie (Académie française).